# Copa Panamericana Bajo Techo de Hockey femenino de 2005
La III Copa Panamericana Bajo Techo de Hockey femenino de 2005 se celebró en Kitchener (Canadá) entre el 9 al 11 de diciembre  de 2005. El evento otorgó una plaza al Mundial Bajo Techo de Hockey 2007.
El sistema de competición consistió en un grupo único de cuatro equipos que jugaron todos contra todos. Luego, en la instancia de semifinales, se emparejaron el primero del grupo con el cuarto y el segundo con el tercero. Los ganadores de esta etapa avanzaron a la final, y los perdedores se disputaron la medalla de bronce. Canadá se coronó campeón tras ganarle la final a los Estados Unidos 2-1. La medalla de bronce la ganó Trinidad y Tobago tras ganarle a Venezuela 8-0

## Equipos participantes
- Canadá
- Trinidad y Tobago
- Estados Unidos
- Venezuela

## Grupo único
– Jugara las Semifinales con el 4 del grupo.
     – Jugara las Semifinales con el 3 del grupo.
     – Jugara las Semifinales con el 2 del grupo.
     - Jugaran las Semifinales con el 1 del grupo.
| Equipo            | J | G | E | P | GF | GC | DG  | PTS |
| ----------------- | - | - | - | - | -- | -- | --- | --- |
| Estados Unidos    | 3 | 3 | 0 | 0 | 17 | 3  | +14 | 9   |
| Canadá            | 3 | 2 | 0 | 1 | 13 | 2  | +11 | 6   |
| Trinidad y Tobago | 3 | 1 | 0 | 2 | 11 | 11 | 0   | 3   |
| Venezuela         | 3 | 0 | 0 | 3 | 1  | 26 | -25 | 0   |

- Resultados

| Fecha | Hora¹ | Partido           | Partido | Partido           | Resultado |
| ----- | ----- | ----------------- | ------- | ----------------- | --------- |
| 09.12 | 10:30 | Trinidad y Tobago | -       | Venezuela         | 9-1       |
| 09.12 | 11:30 | Estados Unidos    | -       | Canadá            | 2-1       |
| 09.12 | 15:30 | Canadá            | -       | Trinidad y Tobago | 5-0       |
| 09.12 | 17:00 | Estados Unidos    | -       | Venezuela         | 10-0      |
| 10.12 | 8:30  | Canadá            | -       | Venezuela         | 7-0       |
| 10.12 | 10:00 | Trinidad y Tobago | -       | Estados Unidos    | 2-5       |

## Segunda fase

### Semifinales
| Fecha | Hora¹ | Partido        | Partido | Partido           | Resultado |
| ----- | ----- | -------------- | ------- | ----------------- | --------- |
| 10.12 | 13:30 | Estados Unidos | -       | Venezuela         | 11-0      |
| 10.12 | 15:00 | Canadá         | -       | Trinidad y Tobago | 5-1       |

### 3 Puesto
| Fecha | Hora¹ | Partido   | Partido | Partido           | Resultado |
| ----- | ----- | --------- | ------- | ----------------- | --------- |
| 11.12 | 9:30  | Venezuela | -       | Trinidad y Tobago | 0-8       |

### Final
| Fecha | Hora¹ | Partido        | Partido | Partido | Resultado |
| ----- | ----- | -------------- | ------- | ------- | --------- |
| 11.12 | 13:30 | Estados Unidos | -       | Canadá  | 1-2       |

| Campeón del Campeonato Panamericano Bajo Techo 2005 |
| --------------------------------------------------- |
| Canadá Primer Título                                |

### Clasificación general
1. Canadá
2. Estados Unidos
3. Trinidad y Tobago
4. Venezuela

## Clasificados al Mundial 2007
| Bandera de Canadá |
| Canadá            |
| ----------------- |